# Franz De Ruyt
Franz De Ruyt est un étruscologue, archéologue et philologue classique belge, né à Uccle le 5 septembre 1907 et mort à Woluwé-Saint-Lambert le 7 février 1992.

## Carrière académique et scientifique
Après ses études secondaires au Collège Saint-Michel de Bruxelles, Franz De Ruyt obtient un diplôme de candidat en philologie classique à la Faculté universitaire Saint-Louis, puis une licence en philologie classique et un doctorat en philosophie et lettres à l’Université catholique de Louvain (avec une thèse sur « L'apologue de Prodicos sur le choix d'Héraklès entre le vice et la vertu »).
Il séjourne ensuite à Rome, de 1931 à 1936, en qualité de membre de l’Institut belge de Rome, puis d’aspirant du Fonds National de la Recherche Scientifique. C’est là qu’il rencontre Franz Cumont, qui devient son mentor. Il y suit aussi les cours des professeurs Giulio Giglioli, Alfonso Bartoli et Nicola Festa, fait la connaissance de Massimo Pallottino, se passionne pour les Etrusques, et publie en 1934 "Charun, démon étrusque de la mort". Ce livre assoit d’emblée sa réputation en tant qu’étruscologue, et restera longtemps une référence en la matière. 
En 1936, de retour en Belgique, il est nommé assistant à l’Université catholique de Louvain ; il y crée, dès cette même année, le premier cours non italien d’étruscologie en Europe. Deux ans plus tard, on lui confie le cours d’histoire de l’art de l’Antiquité à l’Institut supérieur d’histoire de l’art et d’archéologie de Bruxelles. En 1943, il est nommé professeur ordinaire à l’U.C.L., en philologie classique d’abord, puis à l’Institut d’archéologie et d’histoire de l’art, où il succède à Fernand Mayence.
Parallèlement à sa carrière académique, Franz De Ruyt mène une carrière d’archéologue de terrain, qui l’amène d’abord en Syrie, à Apamée, où il supplée Fernand Mayence durant quelques mois en 1938. En 1949, il entreprend avec Fernand De Visscher une série de campagnes de fouilles à Alba Fucens, colonie romaine des Abruzzes,. Enfin, de 1964 à 1967, il dirige avec Marcel Renard les fouilles du site étrusque de Castro, associant au chantier deux de ses élèves, Roger Lambrechts et Jean Poupé.
Après son accès à l’éméritat, en 1975, il retourne à Rome, et y met à jour le catalogue des sculptures d’Alba Fucens.
Franz De Ruyt a été l'un des directeurs de la revue interuniversitaire belge L'Antiquité classique, et membre du Comité scientifique de la revue Les Etudes classiques.

## Principales distinctions honorifiques et scientifiques
- 1952 : membre étranger de l'Istituto Nazionale di Studi Etruschi ed Italici (Florence);
- 1961 : membre correspondant étranger de la Pontificia Accademia Romana di Archeologia (Vatican).
- 1966 : officier de l'Ordre du Mérite de la République italienne.
- 1970 : Prix quinquennal Becucci.
- 1970 : membre correspondant de l'Académie royale des sciences, des lettres et des beaux-arts de Belgique (1979: membre titulaire; 1986: directeur de sa Classe).

## Principaux ouvrages
- Charun, démon étrusque de la mort, Bruxelles-Rome, 1934.
- Tibulle, choix d'élégies (I, 10 et 3; II, 1, 2 et 5). Bruxelles, 1941.
- (avec T. Hackens) Vases grecs, italiques et étrusques de la collection Abbé Mignot, Louvain, 1974
- Scripta Minora, Louvain, 1975.
- Alba Fucens III  : Sculptures d'Alba Fucens (pierre, marbre, bronze). Catalogue raisonné, Bruxelles-Rome, 1982.